# Arnald Plujà i Canals
Arnald Plujà i Canals (Garriguella, 1947), mestre i geògraf, és considerat un dels màxims coneixedors del Cap de Creus. Com a historiador s'ha especialitzat en l'estudi del Cap de Creus, també ha participat en l'elaboració del Nomenclàtor oficial de toponímia major de Catalunya.
El 2017 va rebre el premi Joan Saqués i Roca, de la Fundació Valvi per la seva contribució en el camp de la preservació, la conservació, la difusió o la restauració del patrimoni cultural i artístic de les comarques gironines.

## Obra[5]
- Estudi del Cap de Creus. La costa. Diccionari toponímic, etimològic i geogràfic. 1996.[6]
- El Cap de Creus : 60 itineraris de Portbou a Roses. 2000.
- 30 itineraris submarins = 30 itinéraires sous-marins. 2001.
- Llançà al segle XVII. 2003.
- Palau-saverdera: mil anys de senyors i pagesos. 2003.
- Els Vilamarí i el castell de Palau-saverdera: Palau als segles xiv, xv i xvi. 2007.
- Palau al segle XX: gestió i vida municipal a través de 22 alcaldes. 2005.
- 135 platges del Cap de Creus. 2008.
- Les Illes del Cap de Creus: història, geografia, toponímia… 2012.
- Els Dominis de Sant Pere de Rodes al Cap de Creus: segons un capbreu de la Celleria: 1420-1429. 2013.[7]
- Colera. 2014[8][3]
- El Cap de Creus al principi del segle XX: Cadaqués, El Port de la Selva, Sant Baldiri, La Vall de Santa Creu, La Selva de Mar i Roses: segons les conferències del Dr. Antoni Bartomeus. 2014.
- Sant Onofre: Palau-saverdera: història i tradicions. 2014.
- Els Masos perduts del Cap de Creus. Fotografies: Robin Townsend. 2016.[9]
- Molinàs: Sant Miquel de Colera. 2005, 2017.
- Castell de Querroig i les rodalies de Portbou, Cervera i Banyuls: château de Querroig et les environs de Portbou, Cerbère et Banyuls. 2017.
- Garriguella al segle XX : amb el testimoni i la poesia de Demetri Escarrà. 2018.